# Serik Sapijev
Serik Šumangalijuli Sapijev (kazašsky Серік Жұманғалиұлы Сәпие, * 16. listopadu 1983 v Abaji, SSSR) je kazašský boxer, nastupující v lehké střední váze. Je olympijským vítězem z olympijských her 2012 v Londýně, kde byl vyhlášen také nejlepším boxerem (Cena Vala Barkera). Navíc se stal dvakrát amatérským mistrem světa ve velterové váze.
Je vysoký 179 cm. V poloprofesionální lize World Series Boxing nastupuje za kazašské mužstvo Astana Arlans.

## Medaile z mezinárodních soutěží
- Olympijské hry - zlato 2012 (lehká střední)
- Mistrovství světa - zlato 2005 a 2007 (oboje velterová), bronz 2009 a stříbro 2011 (oboje lehká střední)
- Mistrovství Asie - zlato 2007 (velterová)
- Asijské hry - bronz 2006 (velterová) a zlato 2010 (lehká střední)
- Cena Vala Barkera 2012

## Zajímavost
Olympijský triumf v Londýně byl zajímavý tím, že potřetí po sobě v lehké střední váze zvítězil boxer z Kazachstánu. Naopak poražený finalista Fred Evans byl jediným domácím boxerem na hrách 2012, který se probojoval ve finále a neuspěl v něm.